# Bernard Tomic
Bernard Tomic (en croat, Bernard Tomić, Stuttgart, Alemanya, 21 d'octubre de 1992) és un tennista professional australià.
En el seu palmarès hi ha quatre títols individuals i va arribar al 17è lloc del rànquing individual l'any 2017. Va tenir una destacada trajectòria en categoria júnior guanyat dos títols de Grand Slam en aquesta categoria. Va formar part de l'equip australià de la Copa Davis.
El seu comportament sempre ha estat motiu de controversies, que inclouen problemes legals i enfrontaments contra àrbitres i públic.

## Biografia
Fill de John (Ivica) i Ady (Adisa) Tomić, croat i bòsnia respectivament. Va néixer a Stuttgart (Alemanya) perquè els seus pares van abandonar Iugoslàvia abans de l'esclat de la Guerra dels Balcans. La família es va establir a Gold Coast (Austràlia) l'any 1996, quan ell tenia tres anys, de manera que ell ha crescut a Austràlia. Té una germana més petita anomenada Sara que també és tennista professional.

## Palmarès

### Individual: 6 (4−2)
| Llegenda                          |
| --------------------------------- |
| Grand Slams (0−0)                 |
| ATP Finals (0−0)                  |
| ATP World Tour Masters 1000 (0−0) |
| ATP World Tour 500 (0−1)          |
| ATP World Tour 250 (4−1)          |

| Títols per superfície |
| --------------------- |
| Dura (4−2)            |
| Gespa (0−0)           |
| Terra batuda (0−0)    |

| Resultat  | Núm. | Data                   | Torneig           | Superfície | Oponent               | Marcador            |
| --------- | ---- | ---------------------- | ----------------- | ---------- | --------------------- | ------------------- |
| Guanyador | 1.   | 12 de gener de 2013    | Sydney, Austràlia | Dura       | Kevin Anderson        | 6−3, 6−7(2), 6−3    |
| Finalista | 1.   | 11 de gener de 2014    | Sydney            | Dura       | Juan Martín del Potro | 3−6, 1−6            |
| Guanyador | 2.   | 20 de juliol de 2014   | Bogotà, Colòmbia  | Dura       | Ivo Karlović          | 7−6(5), 3−6, 7−6(4) |
| Guanyador | 3.   | 26 de juliol de 2015   | Bogotà (2)        | Dura       | Adrian Mannarino      | 6−1, 3−6, 6−2       |
| Finalista | 2.   | 27 de febrer de 2016   | Acapulco, Mèxic   | Dura       | Dominic Thiem         | 6−7(6), 6−4, 3−6    |
| Guanyador | 4.   | 30 de setembre de 2018 | Chengdu, Xina     | Dura       | Fabio Fognini         | 6−1, 3−6, 7−6(7)    |

### Dobles: 1 (0−1)
| Llegenda                          |
| --------------------------------- |
| Grand Slams (0−0)                 |
| ATP Finals (0−0)                  |
| ATP World Tour Masters 1000 (0−0) |
| ATP World Tour 500 (0−1)          |
| ATP World Tour 250 (0−0)          |

| Títols per superfície |
| --------------------- |
| Dura (0−1)            |
| Gespa (0−0)           |
| Terra batuda (0−0)    |

| Resultat  | Núm. | Data                | Torneig      | Superfície | Parella   | Oponents                         | Marcador            |
| --------- | ---- | ------------------- | ------------ | ---------- | --------- | -------------------------------- | ------------------- |
| Finalista | 1.   | 9 d'octubre de 2016 | Pequín, Xina | Dura       | Jack Sock | Pablo Carreño Busta Rafael Nadal | 6−7(6), 6−2, [8−10] |

## Trajectòria

### Individual
| Open d'Austràlia | Q2  | 2R          | 2R          | 3R          | 4R    | 3R          | 1R          | 4R          | 4R    | 3R          | Q3          | 1R          | Q1          | 2R | 0 / 11    | 18 – 11   |
| Roland Garros | A   | 1R          | A           | 1R          | 2R    | 1R          | 1R          | 2R          | 2R    | 1R          | 1R          | 1R          | A           |    | 0 / 10    | 3 – 10    |
| Wimbledon | A   | Q3          | 1R          | QF          | 1R    | 4R          | 2R          | 3R          | 4R    | 1R          | 2R          | 1R          | NC          |    | 0 / 10    | 14 – 10   |
| US Open | A   | A           | Q2          | 2R          | 2R    | 2R          | 2R          | 3R          | 1R    | 1R          | Q1          | A           | A           |    | 0 / 6     | 6 – 6     |
| Jocs Olímpics | A   | No celebrat | No celebrat | No celebrat | 1R    | No celebrat | No celebrat | No celebrat | A     | No celebrat | No celebrat | No celebrat | No celebrat |    | 0 / 1     | 0 − 1     |
| Total Victòries–Derrotes | 0−0 | 1−3         | 4−6         | 16−15       | 26−27 | 25−22       | 17−15       | 40−27       | 30−24 | 10−19       | 9−7         | 7−15        | 0−1         |    | 186 – 182 | 186 – 182 |
| Rànquing a final d'any | 763 | 286         | 208         | 42          | 52    | 51          | 56          | 18          | 26    | 140         | 83          | 185         | 226         |    |           |           |
| Llegenda: G: Guanyador; F: Finalista; SF: Semifinalista; QF: Quarts de final; Q: Qualificació; A: Absent; RR: Round Robin; NC: No celebrat; |     |             |             |             |       |             |             |             |       |             |             |             |             |    |           |           |